# عمر بن عبد الرحمن البار
عمر بن عبد الرحمن البار الباعلوي الحسيني الهاشمي (1099 - 1158 هـ) إمام حضرمي يماني ومتصوف وزعيم اجتماعي في وادي دوعن. كانت له مكانة علمية عالية في مجتمعه وكان يلقي دروسه العامة في مختلف العلوم الدينية في الحديث والتصوف والسيرة النبوية العطرة. وقد كان مستشارًا للشيخ حسين بن محمد العمودي حاكم دوعن السياسي. وله ديوان شعر ضخم فيه جُل قصائده.

## نسبه
عمر بن عبد الرحمن بن محمد بن حسين بن علي البار بن علي بن علوي  بن أحمد بن محمد بن عبد الله بن علوي بن أحمد الشهيد بن الفقيه المقدم محمد بن علي بن محمد صاحب مرباط بن علي خالع قسم بن علوي بن محمد بن علوي بن عبيد الله بن أحمد المهاجر بن عيسى بن محمد النقيب بن علي العريضي بن جعفر الصادق بن محمد الباقر بن علي زين العابدين بن الحسين السبط بن علي بن أبي طالب، وعلي زوج فاطمة بنت محمد ﷺ.
فهو الحفيد 29 لرسول الله محمد ﷺ في سلسلة نسبه.

## مولده ونشأته
ولد في الخامس عشر من شهر جمادى الأولى سنة 1099 هـ ببلدة القرين من قرى وادي دوعن بحضرموت بعد أن انتقل إليها والده قادمًا من الشحر سنة 1090 هـ. سافر إلى الحجاز ثم إلى تريم للتلقي عن علمائها، وزار زبيد باليمن سنة 1143 هـ. وعلى أنه لم يتوسط عمره حتى كان في قمة الظهور والشهرة متحققة فيه مشيخة دوعن.

## شيوخه
تلقى عن شيوخ حضارم وغيرهم ظهروا بكثرة بارزا فيهم:
| - والده عبد الرحمن بن عمر البار - محمد بن أحمد بامشموس | - علي بن محمد باهارون - عبد الله بن علوي الحداد | - أحمد بن زين الحبشي - حسين بن عمر العطاس | - مصطفى بن علي زين العابدين العيدروس - علي زين العابدين بن مصطفى العيدروس |

## تلاميذه
له تلاميذ عديدين في حضرموت، وتلقى عنه الطلاب في زبيد والحجاز، وأكرمه الناس واحتفوا به، وكان أمير مكة الشريف عبد الله بن سعيد يزوره. فمن طلابه:
| - أخوه أحمد بن عبد الرحمن البار - حامد بن عمر المنفر - محمد بن زين بن سميط - عمر بن زين بن سميط | - جعفر بن أحمد الحبشي - علي بن حسن العطاس - سقاف بن محمد السقاف - شيخ بن عبد الرحمن الحبشي | - أبو بكر بن عبد الله البيتي - عبد الرحمن بن شيخ البيتي - عبد الله بن جعفر مدهر - عبد الرحمن بن علي الحبشي | - محمد بن عبد الباري الأهدل - عبد الله الميرغني - محمد سعيد سفر - إسماعيل بن عبد الله النقشبندي |

## حياته العلمية
وفي إشرافنا على حياته العلمية نراها في منظور ديني ضخم، حيث نجده موزع الأوقات في الطاعات والعبادات والأعمال الصالحة ومجتهدا في الإصلاح الاجتماعي عدى الدروس اليومية بعد صلاة الظهر في العلوم الشرعية والتصوف، وعدى الدروس العمومية الحاشدة يومي الاثنين والخميس من كل أسبوع. ولما كان من الدعاة إلى الله اتخذ التنقل ديدنه حتى إلى البوادي مصلحا وهاديا ومرشدا. وعاش مدى حياته في هذه المناظر مقيما في في متأخر عمره أسبوعا بالقرين، وأسبوعا بالخريبة، وأسبوعا مختليا بشِعب ذويبعة بالقرين متعبدا حتى شاد به مسجدا. وأما أوراده وأذكاره اليومية فقد جمعها حفيده عمر مولى جلاجل في كتاب أسماه «مطالع الأنوار».

## شعره
ديوانه مجموعة منظورات صوفية يخلطها حميني كثير لفهم الجمهور بناءً على الطريقة الصوفية الحضرمية، فمن شعره:

## مؤلفاته
له بعض المؤلفات المشهورة منها:
- «وصايا الأصحاب وهدايا الأحباب»
- «الرسالة الجامعة في الأذكار النافعة»

## ذريته
له ثمانية عشر ابنًا وثمان بنات، والعقب له في ستة هم: عبد الرحمن، وشيخ، وعلوي، وطه، وحسين، وعلي.

## وفاته
توفي بالخريبة حيث مسكنه في الثلاثين من شهر ربيع الأول سنة 1158 هـ، وحمل على الأعناق إلى القرين حيث دفن بجانب قبر والده، وبنيت على ضريحه قبة كبيرة معمورة بالزائرين.